# Ruger P series
Ruger P  —  серия пистолетов, разработанных и выпускаемых фирмой Sturm, Ruger & Company, Inc. Первый пистолет серии, P85, был разработан в 1985 году, но вышел на рынок в 1987 году. Почти все внутренние части, в том числе ствол, были из нержавеющей стали. Все пистолеты серий Р85-Р94 имеют практически одинаковую конструкцию.

## Варианты
- Ruger P85/P85 MKll (9×19 мм Парабеллум), (1985 - 1992)
- Ruger P89 (9×19 мм Парабеллум, 7,65 ×21 мм Парабеллум), (1989 - 2009)
- Ruger P90 (.45 ACP), (1991 - 2010)
- Ruger P91 (.40 S&W), (1992 - 1994)
- Ruger P93 (9×19 мм Парабеллум), (1994 - 2004)
- Ruger P94 (9×19 мм Парабеллум, .40 S&W), (1994 - 2009)
- Ruger P95 (9×19 мм Парабеллум), (1996 - 2013)
- Ruger P97 (.45 ACP), (1997 - 2004)
- Ruger P345 (.45 ACP), (2004 - 2013)

## Тактико-технические характеристики
Р85
- УСМ: Двойного действия, с ручным предохранителем
- Калибр: 9 мм
- Длина: 200 мм
- Длина ствола : 114 мм
- Вес: 618 г без патронов; 1077 г заряженный
- Ёмкость магазина:  15 патронов

## Галерея

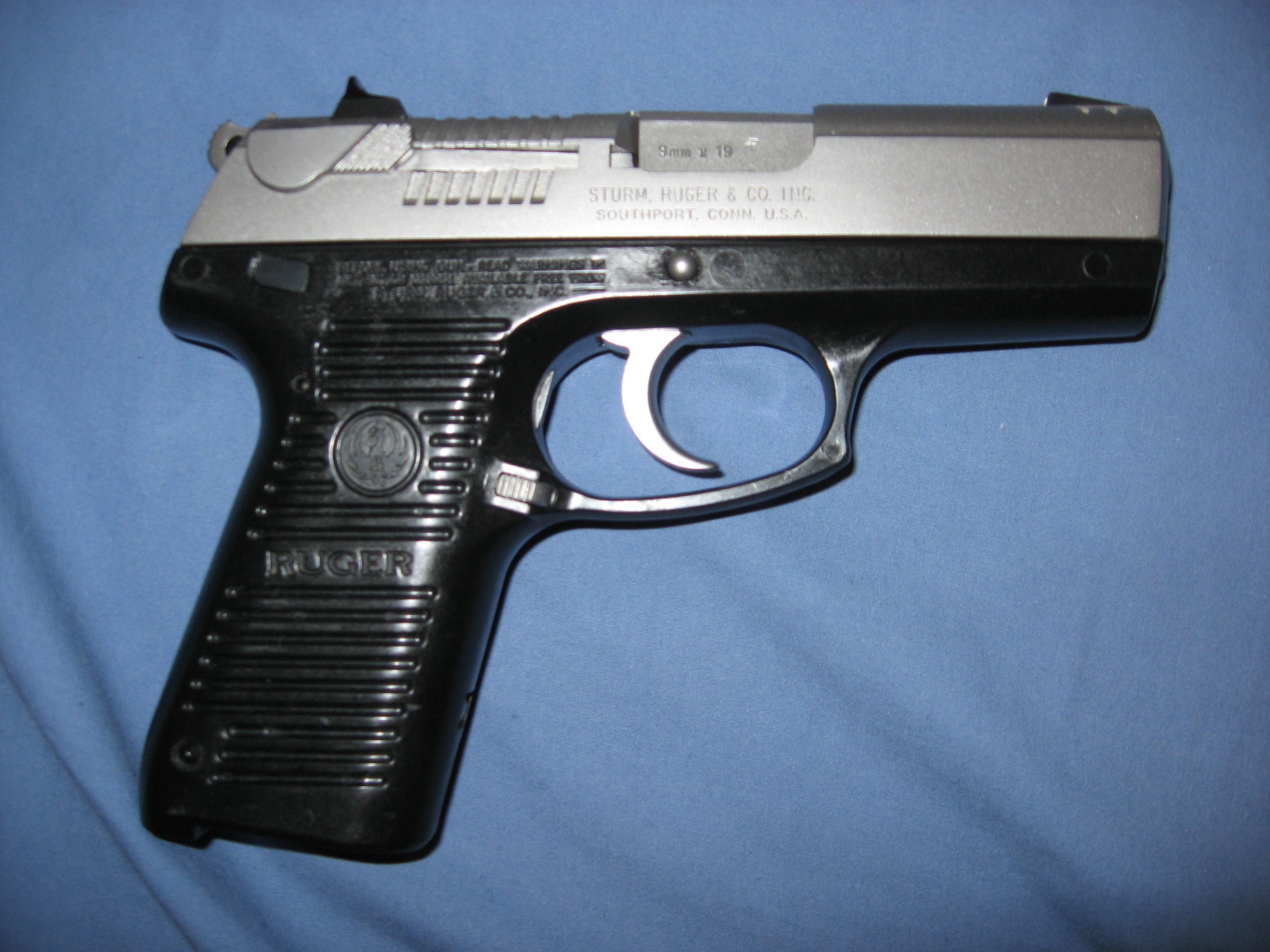
Ruger P95
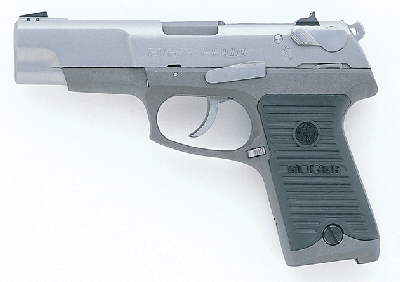
Ruger P85
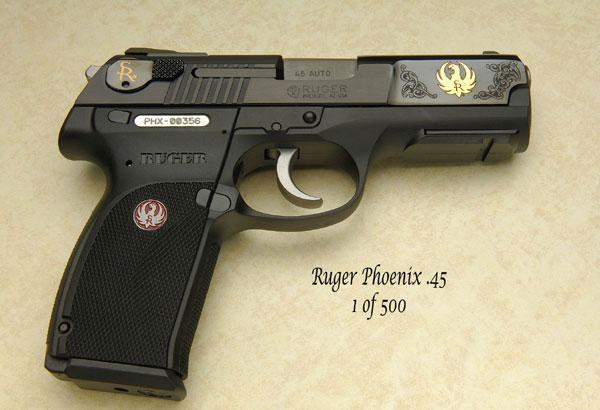
Ruger P345
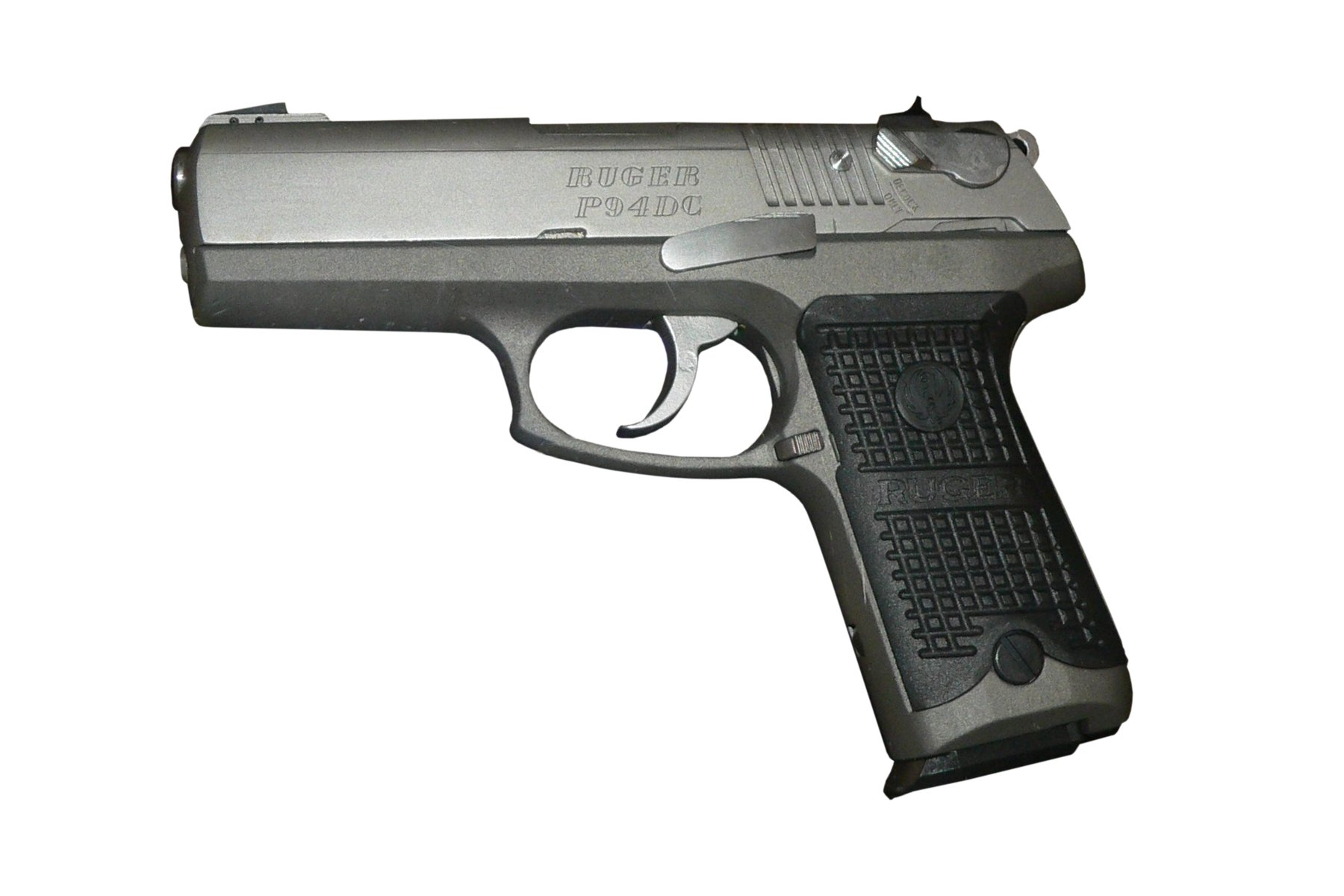
Ruger P94
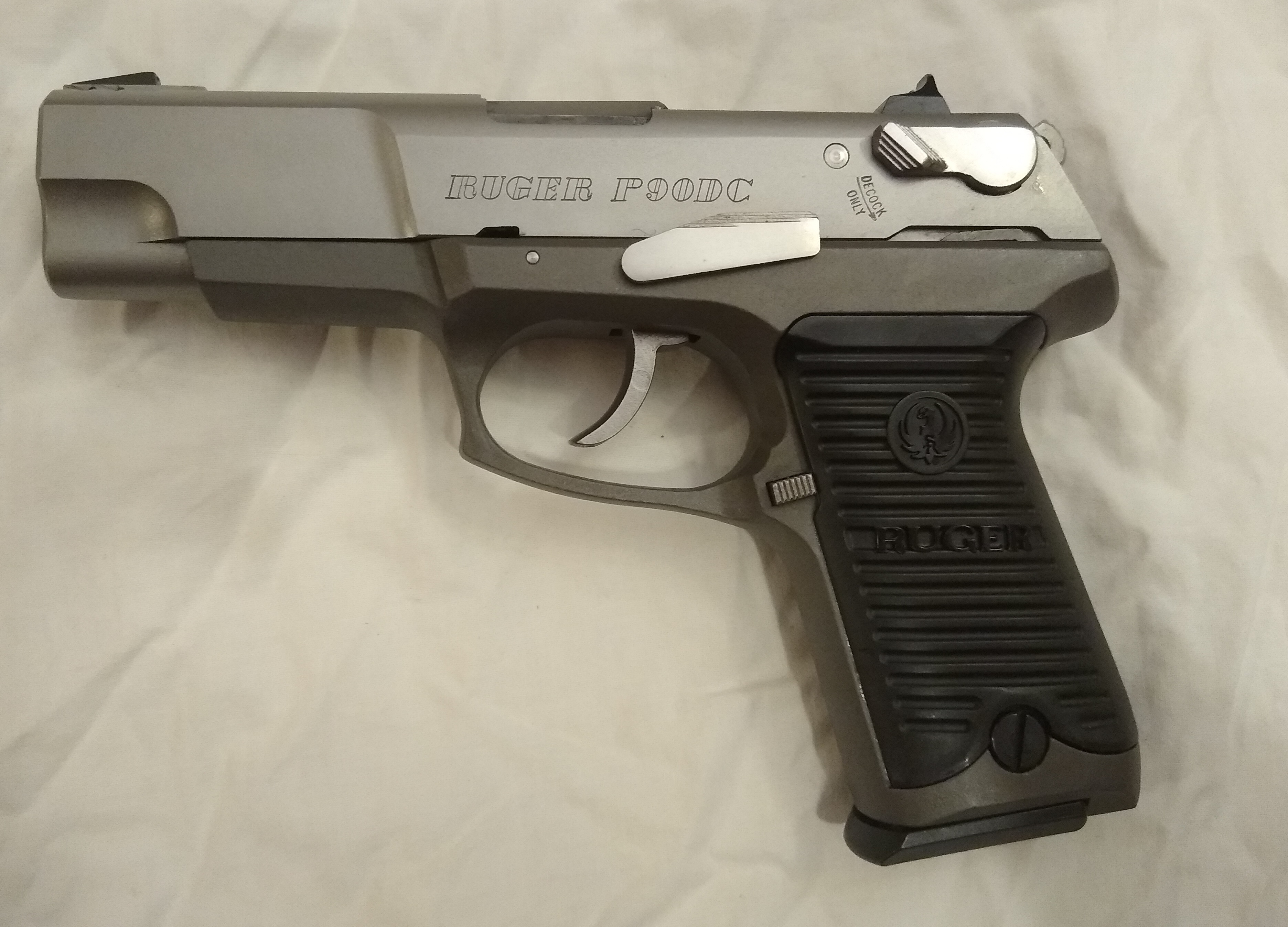
Ruger P90
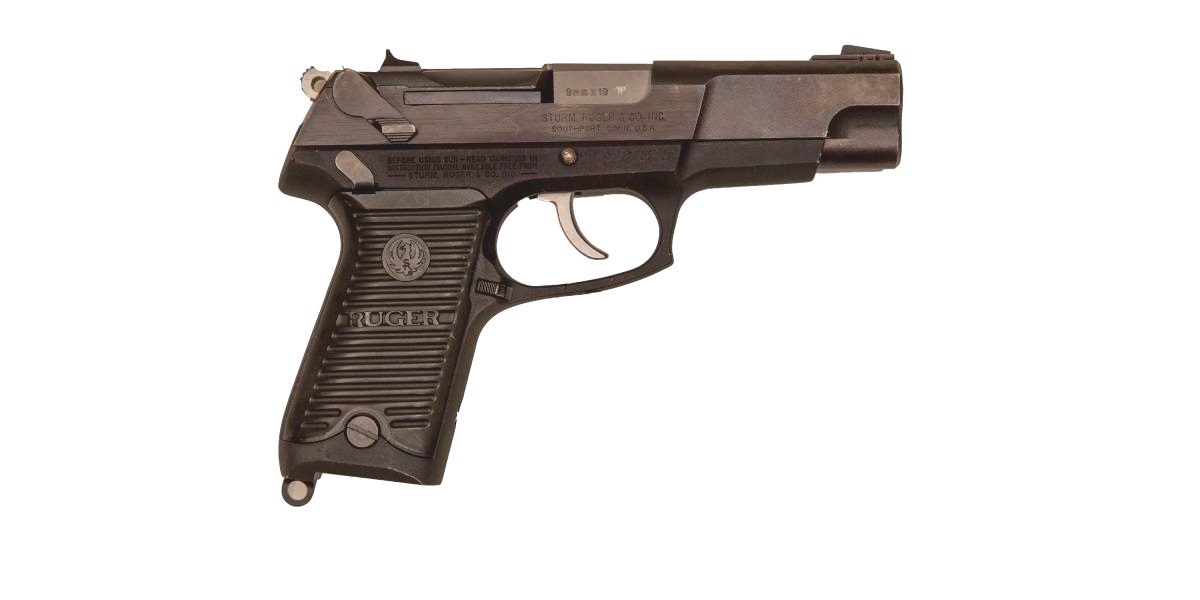
Ruger P89
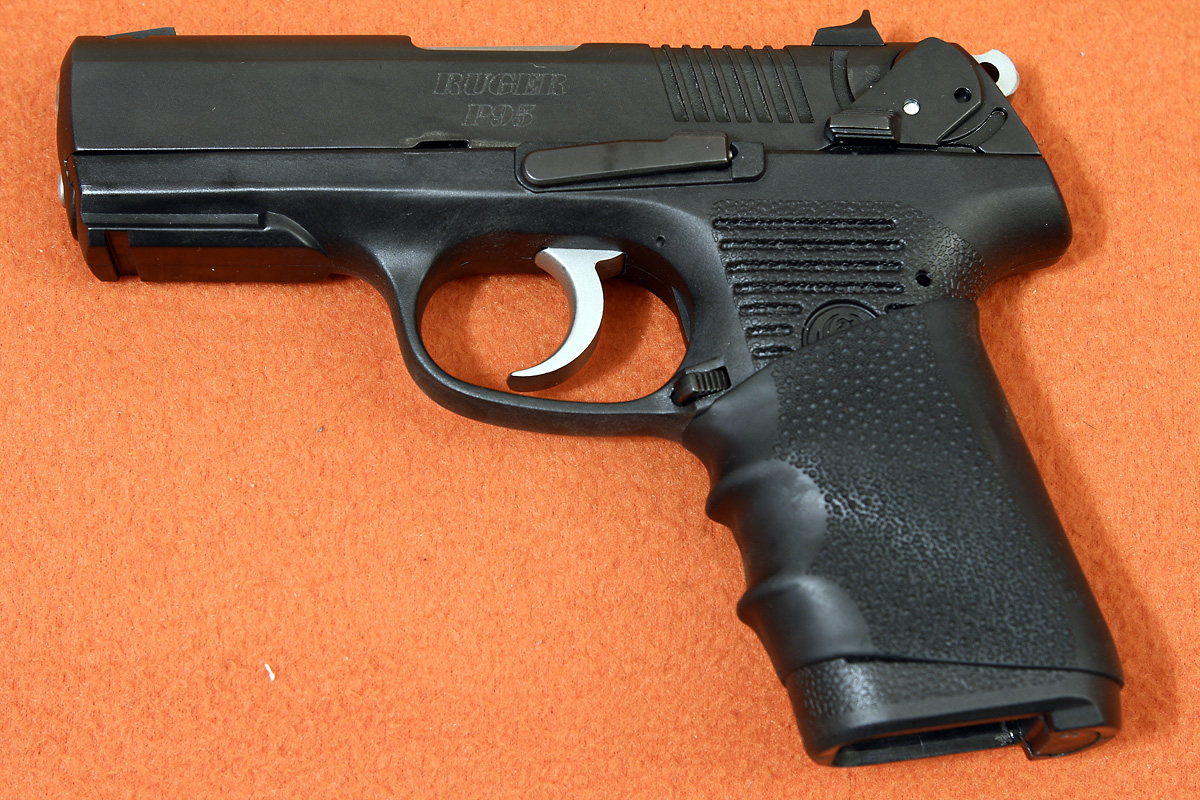
Ruger P95